# Iris ter Schiphorst

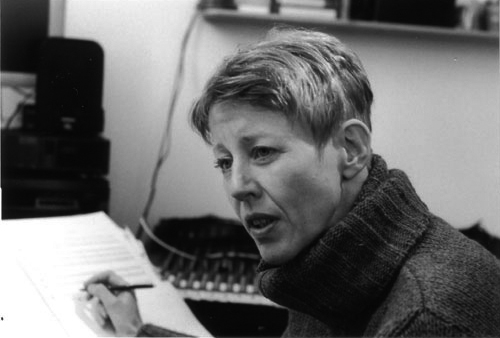
Iris ter Schiphorst 2011

Iris ter Schiphorst (* 22. Mai 1956 in Hamburg) ist eine deutsch-niederländische Komponistin, Pianistin, Autorin, Bassistin, Schlagzeugerin und Keyboarderin. Sie ist als Komponistin von Ensemblekompositionen, Orchesterwerken und musiktheatralischen Stücken hervorgetreten. Der Durchbruch gelang ihr 1999 mit Ballade für Orchester: Hundert Komma Null. Während im 20. Jahrhundert die Idee des geschlossenen Werks immer mehr durchbrochen wurde, wurde der traditionelle Begriff der individuellen Autorfunktion kaum jemals ernsthaft infrage gestellt. Insofern kommt der exemplarischen Zusammenarbeit mit ihrem zeitweiligen Lebensgefährten, dem Berliner Komponisten Helmut Oehring, in einer Vielzahl von Koproduktionen große Bedeutung zu.

## Biografie
Der Kindheitswunsch, Tänzerin zu werden, wurde durch eine Krankheit vereitelt. Ihre Mutter war Pianistin und erteilte ihr ersten Klavierunterricht. Von 1973 bis 1978 studierte sie zunächst Klavier an der Bremer Musikhochschule. Nach zahlreichen Reisen durch Europa und Afrika (1978-80) spielte sie als Bassistin, Schlagzeugerin und Keyboarderin in diversen Rockgruppen, unter anderem in der Bremer Frauenband „Bruno und Paul“. Ab dem Jahr 1986 studierte sie zunächst an der FU Berlin, später an der Humboldt-Universität Philosophie, Theaterwissenschaft sowie Kulturwissenschaft. Gleichzeitig besuchte sie Kompositionskurse bei Dieter Schnebel und Luigi Nono sowie musikwissenschaftliche Seminare bei Helga de la Motte-Haber. Ende der 1980er Jahre gründete sie mit Mayako Kubo, Frank Hilberg, Franz Martin Olbrisch und anderen den Verein zeit-Musik. Im Jahre 1990 folgte die Gründung des auf live-elektronische Musik spezialisierten Ensembles Intrors. Von 1996 bis 2001 arbeitete sie zusammen mit ihrem damaligen Lebensgefährten, dem Berliner Komponisten Helmut Oehring.
Iris ter Schiphorst wurde auf der Frühjahrs-Mitgliederversammlung der Akademie der Künste Berlin am 25. Mai 2013 als neues Mitglied in die Sektion Musik gewählt. Von 2015 bis 2022 bekleidete sie eine Professur für Medienkomposition an der Universität für Musik und darstellende Kunst Wien. 2015 erhielt sie den renommierten Heidelberger Künstlerinnenpreis. Bei den Neuwahlen der Wahlamts-Chefposten wurde ter Schiphorst im Herbst 2021 für eine dreijährige Amtszeit als Vize-Sektionsleiterin Musik der Akademie der Künste Berlin gewählt. 2024 wurde ihr der Deutsche Musikautor*innenpreis in der Kategorie Orchester und Stimmen zuerkannt.

## Werke

### Bühnenwerke

#### Opern
- 1993 Anna’s Wake, 3D-Oper für Tonband, Live-Sängerin und 16-mm-Film
- 2001 Effi Briest für gehörlose Solistin, Stimmen, Sopranist, Solo-Trompete, großes Ensemble und Live-Elektronik (Text: Iris ter Schiphorst und Helmut Oehring nach Effi Briest von Theodor Fontane)
- 2002 Euridice – Szenen aus der Unterwelt für eine tanzende Vokalistin, drei Sängerinnen/Erzählerinnen, Tänzer, kleines Ensemble und Elektronik (Text: Karin Spielhofer)
- 2009 Die Gänsemagd, Kinderoper nach dem Märchen der Brüder Grimm (Text: Helga Utz)

#### Szenische Kompositionen
- 1984 1055, die Welt ist noch in Ordnung für drei Scheinwerfer, eine Tänzerin, einen Tänzer und ein Paar
- 1991 Strings für Tonband und Solo-Tänzer
- 1992 z.B. Herz für Synthesizer/Sampler und Performerin
- 1995 Der Blick des Ohrs für 5 Darsteller, Bassklarinette und 8-Spur-Tonband (Text: Karin Spielhofer)
- 1998 Mischwesen (la tristessa durera) für eine gehörlose Darstellerin, 3 Trompeten und Sample-Keyboard (Gemeinschaftsarbeit mit Helmut Oehring)
- Bernada Albas Haus für 7 Tänzer, eine gehörlose Darstellerin, einen Sopranisten, präpariertes Klavier/Sample-Keyboard, E-Gitarre, Kontrabass und Live-Elektronik (Gemeinschaftsarbeit mit Helmut Oehring)
- 2000 Der Ort ist nicht der Ort für Instrumentalensemble, eine gehörlose Darstellerin, Sopranist, Sopranistin und Live-Elektronik
- 2000 Als ob: SUITE Musik- und Tanzprojekt für Tänzer, E-Gitarren, 2 Klarinetten, Klavier, Akkordeon, Perkussion und Live-Elektronik
- 2004 Erlaube, Fremdling, dass ich dich berühre für einen Mimen, zwei Instrumentalensembles, Videoprojektionen und CD-Zuspiel
- 2010 Passion 13 / Melodram für Vokalistin und Orchester
- 2011 Aung für Sängerin/Performerin, Ensemble und Elektronik
- 2012 Vergiss Salome, Szene für Koloratursopran und Zuspiel

### Vokalmusik
- 1985 Terrible für Stimme, drei Trompeten, E-Gitarre, E-Bass und Schlagzeug
- 1985 Postludium aus Vergessenem für gemischten Chor und Schlagzeug
- 1991 Liebesgeschwüre für Stimme, Querflöte, zwei Violinen und Synthesizer/Sampler
- 1993 Anna’s Song für Stimme, Violine, Bratsche, Cello und Synthesizer/Sampler
- 1994 Nightdances für 2 Stimmen, 2 Violinen, E-Bass und Synthesizer/Sampler
- 1994 Eiszeit für 2 Stimmen, 2 Querflöten, Violine, Bratsche und Synthesizer/Sampler
- 1996 Polaroids Melodram für eine Gehörlose, einen Sopranisten, 12 Instrumente und Live-Elektronik (Gemeinschaftsarbeit mit Helmut Oehring)
- 1997 Live (aus Androgyn) für Stimme, Violine, Cello, präpariertes Klavier/Sample Keyboard und Live-Elektronik (Gemeinschaftsarbeit mit Helmut Oehring)
- 1997 Silence Moves für Stimme, Violine, Cello, E-Bass, präpariertes Klavier, Zuspielbänder, Videoinstallation und Live-Elektronik (Gemeinschaftsarbeit mit Helmut Oehring)
- 1997 Silence Moves II für Stimme, Violine, Cello, präpariertes Klavier/Sample Keyboard, E-Gitarre, E-Bass, Zuspielbänder und Live-Elektronik
- 1998 A.N. (evita-che guevara-madonna) für zwei Stimmen, 8 Instrumente und Live-Elektronik (Gemeinschaftsarbeit mit Helmut Oehring)
- 1998 Requiem für 3 Countertenöre, 12 Instrumente und Live-Elektronik (Gemeinschaftsarbeit mit Helmut Oehring)
- 2001 Gestures für 5 Männerstimmen, präpariertes Klavier/Keyboard und Zuspielband
- 2001 rumgammeln+warten für eine Stimme, eine gehörlose Solistin und Instrumente
- 2005 wie einen Wasserfisch für Stimme und Instrumentalensemble
- 2005 Changeant für Stimme Solo und CD-Zuspiel ad libitum
- 2006 Erlaube, Fremdling... für 2 Instrumentalensembles und Stimme
- 2011 Studien zu Figuren für 7 Stimmen und Sampler
- 2012–13 S.O.S. Odysseus für Orchester, Kinderchor, Schauspieler (zusammen mit Uros Rojko)
- 2014 ... meine-keine lieder / die aufgabe von musik für Stimme und Ensemble
- 2014 Welcome to the pleasures: TISA VISA WiTiO ZETA NAFTA TiTiAiPi (weiss ich doch nicht, was die Kunst kann...)! für Stimme und Ensemble
- 2015 An den Stränden der Ruhe... „wo die Sonne untergeht“ für Stimmen und Kammerorchester, frei nach „Wie erkläre ich“ von Nora Gomringer
- 2015 ZEICHENKASKADEN für Sänger mit Trommel und zwei Kontrabassklarinetten
- 2017 Das Imaginäre nach Lacan für Darstellerin, Orchester, Sampler und Live-Elektronik
- 2022–23 Was wird hier eigentlich gespielt? Doppelbiographie des 21sten Jahrhunderts für Sänger-Performerin, Stimme, Ensemble (alle verstärkt), 2 Donnerbleche/Elektronik und Samples. Text: Felicitas Hoppe. UA bei den Donaueschinger Musiktagen 2023.[3]

### Instrumentalmusik

#### Für Orchester
- 2000 Hundert Komma Null Ballade für Orchester und Sample-Keyboard
- 2002 Broken/Why don’t you say a word? für Orchester und Sample-Keyboard
- 2002 Symphonie einer Großstadt für großes Orchester (Filmmusik zum gleichnamigen Film) (Gemeinschaftswerk mit Helmut Oehring)
- 2006 Zerstören II für Orchester (verstärkt)
- 2008-09 Dislokationen für Orchester und verstärktes Klavier
- 2010 Klangrätsel für Streichorchester
- 2015 „La tristesse durera...“ für Kammerorchester und Sampler
- 2015 Sometimes für Orchester, Sampler und Solo-Klavier
- 2015 Aus Liebe... II für Violine und Streichorchester, frei nach der Arie Nr. 49 aus der Matthäus-Passion von Johann Sebastian Bach
- 2016 Gravitational Waves für Orchester und Elektronik (zusammen mit Uros Rojko)
- 2017/18 JEDER für Kontrabassklarinette, Orchester, Samples und Video (zusammen mit Uros Rojko)

#### Kammermusik
- 1989 Minimal(e) String(en)z für 3 Violinen, Cello, Synthesizer/Klavier
- 1990 Ergo sum-pf-maschinerie für Violine und Synthesizer/Sampler
- 1990 Ballade für einen Bulldozer für Violine und Synthesizer/Sampler
- 1990 Zerstören sagt sie für Violine und Synthesizer/Sampler
- 1990 Drowned für Violine und Synthesizer/Sampler
- 1992 Eis für Querflöte und Synthesizer/Sampler
- 1996 Eden Cinema für präpariertes Klavier und Sampler
- 1996 Eden Cinema II für präpariertes Klavier und Sampler
- 1997 PRAE-SENZ (Ballet blanc II) für Violine, Cello, präpariertes Klavier und Sample-Keyboard (Gemeinschaftswerk mit Helmut Oehring)
- 1998 Im Vormonat... für 9 Instrumente (Gemeinschaftswerk mit Helmut Oehring)
- 2001 Etius für E-Gitarren, 2 Klarinetten, Klavier, Akkordeon, Perkussion und Live-Elektronik (Gemeinschaftswerk mit Helmut Oehring)
- 2002 My Sweet Latin Lover für verstärkte Flöte mit Effekten, 5 E-Gitarren, Sample-Keyboard und 2 Schlagzeuger
- 2002 My Sweet Latin Lover II für verstärkte Flöte, E-Gitarre und Live-Elektronik
- 2003 ...und Pommernland ist abgebrannt für Englischhorn, Bassflöte, Bassklarinette und CD-Zuspielung
- 2005 ... für E-Gitarre, präpariertes Klavier, Sampler, Violine, Viola, Streichquartett und zwei CD-Player
- 2004-05 Aus Kindertagen: verloren für Instrumentalensembles, E-Gitarre und CDs
- 2006 Zerstören für Ensemble
- 2007 Vergeben/Bruchstücke zu Edgar Varèse für Schlagwerk, Blasinstrumente und Klavier
- 2008 Miniaturen für Klarinette oder Violoncello und Akkordeon
- 2010 Dislokationen II für Ensemble
- 2012 Breaking... für Kammerensemble und Elektronik
- 2013 Aus Liebe... für Streichquartett, frei nach der Arie Nr. 49 aus der Matthäus-Passion von J.S. Bach
- 2013 Klang-Erzählungen (aus: dialogisches Komponieren) für Ensemble

### Solo-Werke
- 1986 Geschlossene Welt für präpariertes Klavier
- 2003 Für Akkordeon
- 2005 Hi Bill für Bassklarinette solo
- 2005 Vielleicht gestern für Bassklarinette solo
- 2006-07 „No, Sir...“ für Querflöte und Paetzold-Bass
- 2011-12 dead wire - Psychotechnics of Keyboards / a dissociative fugue für Klavier und Sampler

### Film- und Bühnenmusiken
- 2002 Berlin: Symphonie einer Großstadt (mit Helmut Oehring) für großes Orchester
- 2005 La Coquille et le Clergyman für 12 Instrumente und CD-Zuspiele
- 2009-10 Un chien andalou, Musik zum Film von Bunuel, für Ensemble
- 2011 Grüffelo, Theatermusik zu Der Grüffelo nach der gleichnamigen Geschichte von Julia Donaldson, für Klarinette, Horn, Violine, Violoncello, Kontrabass, Klavier und Puppentheater
- 2014 The Fall of the House of Usher, Musik zum gleichnamigen Stummfilm von James Sibley Watson und Melville Webber (1928), für Ensemble
- 2016 Dr. Faustus Lights the Lights, Musik zum Schauspiel von Gertrude Stein

### Installationen/Hörspiele
- 1988 Inside-outside Installation für Walkmen und Vierspurtonband
- 1989 Inside-outside II Hörstück nach Texten von Gertrude Stein
- 1989 Und was, wenn die Schlange ein Schwein gewesen wäre? Hörstück nach einem Text von Karin Spielhofer
- 1990 In meinem Herzen wächst ein Hühnerauge Klanginstallation für 16 Kleinstlautsprecher und vier Autoreverserecorder
- 1993 Engeltropfen Hörstück nach einem Text von Karin Spielhofer

## Diskographie
- Polaroids auf CD-Dokumentation der Donaueschinger Musiktage 1996 bei Col legno.
- Live auf CD Dokumentation Wittener Tage für Neue Kammermusik 1997 erhältlich über WDR 3 Köln.
- Requiem auf CD Dokumentation der Donaueschinger Musiktage 1998 bei Col legno.
- Poraroids auf CD Neue Musik in Deutschland 1950 – 2000 Sony/BMG B0001.
- Kammermusik von Iris ter Schiphorst und Helmut Oehring bei Ars Musici 2000.
- Komponistenporträt von Iris ter Schiphorst und Helmut Oehring bei CYPRES 2000.
- Hi Bill mit Volker Hemken bei Profil/Hänssler 2005.
- Zerstören mit dem Asko Ensemble unter Hans Leenders auf CD-Dokumentation des WDR aus Witten 2006.
- La Coquille et le Clergyman, Film (DVD) mit Musik: Asko Ensemble unter Peter Rundel bei arte / absolut MEDIEN 2007.
- Studien zu Figuren mit den Neuen Vocalsolisten Stuttgart bei NEOS 2011.

### Von Iris ter Schiphorst

#### Vorträge
- Iris ter Schiphorst: Vom Ohrsinn und Unsinn / Der Blick in der Musik. Vortrag in der West-Berliner Akademie der Künste, MS, 1994.
- Iris ter Schiphorst: Musikwissenschaft als Geisterwissenschaft, oder: Das Ver-Sprechen von SOUND. Vortrag auf dem 9th International Congress on Women in Music, MS, 1995.
- Iris ter Schiphorst: Einige Anmerkungen zum Verhältnis von Stimme und Schrift, Vortrag an der Humboldt-Universität Berlin, MS, 1997.
- Iris ter Schiphorst: Die stillschweigende Verschaltung von Stimme und Schrift, Vortrag in der Galerie Waszkowiak Berlin, MS, 2000.
- Iris ter Schiphorst: Warum ein Stipendium für Künstlerinnen? Vortrag gehalten auf der Abschlussveranstaltung auf dem Künstlerhof Die Höge, MS, 2004.

#### Schriften
- Iris ter Schiphorst: Ohrsinn/Unsinn/Eigensinn – eine kurze Abhandlung über Schrift, In: Kommunikation und Ästhetik, Ausgabe 101, Juni 1998.
- Iris ter Schiphorst: Berühren. In: Positionen 44, August 2000, S. 37–39.
- Iris ter Schiphorst: Dimensionen des Handwerks heute. In: Positionen 51, November 2002.
- Iris ter Schiphorst: Komponieren heute? Einige Anmerkungen zum Verhältnis von Schrift und Musik, Moderne/Postmoderne, Neue (Massen-) Medien". In: Parergon (Norwegen), Nummer 25/26, 2004.

### Über Iris ter Schiphorst
- Waltz, Yoreme: Artikel Iris ter Schiphorst. In: Annäherung IX – an sieben Komponistinnen, Furore Edition 894.1998, S. 108–126.
- Waltz, Yoreme: SchriftBild Musik – Postludium aus Vergessenem von Iris ter Schiphorst, Jahrg. 29/Heft 101, 1998, S. 67–70.
- Waltz, Yoreme: Über die Zusammenarbeit von Iris ter Schiphorst und Helmut Oehring, 1998.
- Waltz, Yoreme: Tanzstück über ungelebtes Leben, Bernarda Albas Haus von H. Oehring, I. ter Schiphorst und J. Schloemer. In: Positionen 42.2000, S. 60/61.
- Nauck, Gisela: Iris ter Schiphorsts Orchesterballade Hundert Komma Null. In: Positionen 44.2000, S. 45/46.
- Susanne Binas: Erfolgreiche Künstlerinnen, Arbeiten zwischen Kultur und Eigensinn, Essen 2003.
- Möller, Torsten; Stäbler, Gerhard; Shim, Kunsu (Hg.): SoundVisions, Saarbrücken (Pfau-Verlag) 2005
- Nauck, Gisela: Disparate Einheit von Klang, Bild, Sprache und Körper. In: Programmheft zum "Forum Neuer Musik", ausgerichtet vom DeutschlandFunk Köln, Köln 2005, S. 14/15
- Möller, Torsten: Artikel Iris ter Schiphorst In: Komponisten der Gegenwart.
- Susanne Binas: Europäischen Komponistinnen  2003

## Belege
1. ↑  Turnusgemäße Neuwahl der Wahlamts-Führungposten der AdK (Memento vom 19. November 2021 im Internet Archive), theaterderzeit.de vom 16. November 2021, abgerufen am 19. Oktober 2023
2. ↑  Mitteilung über den Gewinn auf der Seite des Deutschen Musikautor*innenpreises. Abgerufen am 22. Januar 2025.
3. ↑  Konzertkritik von Rainer Nonnenmann auf YouTube, dort ab 2:36. Abgerufen am 22. Januar 2025.

| Personendaten    | Personendaten                       |
| ---------------- | ----------------------------------- |
| NAME             | Schiphorst, Iris ter                |
| KURZBESCHREIBUNG | deutsch-niederländische Komponistin |
| GEBURTSDATUM     | 22. Mai 1956                        |
| GEBURTSORT       | Hamburg                             |